# Татуировщик из Освенцима (мини-сериал)
«Татуиро́вщик из Осве́нцима» (англ. The tattooist of Auschwitz) — американский мини-сериал в жанре исторической драмы, экранизация одноимённого романа Хезер Моррис. В сериале снялись Джона Хауэр-Кинг, Харви Кейтель, Мелани Лински и Анна Прухняк. Премьера состоялась 2 мая 2024 года.

## Сюжет
Словацкий еврей Лали (Лале) Соколов, заключённый концентрационного лагеря Освенцим-Биркенау (Аушвиц) во время Второй мировой войны, получает в нём работу татуировщика: он наносит номера на руки прибывающих в лагерь заключённых. Здесь же он встречает Гиту, любовь к которой помогает ему пережить ужасы нацизма.

## В ролях
- Джона Хауэр-Кинг — Лали Соколов в молодости
  - Харви Кейтель — Лали Соколов в старости
- Мелани Лински — Хезер Моррис
- Йонас Най[англ.] — Штефан Барецки
- Анна Прухняк[англ.] — Гита
- Карин Энн — Мария
- Яли Тополь Маргалит — Силка
- Олександр Яценко - Влад

## Эпизоды
| № | Название   | Режиссёр        | Автор сценария | Дата премьеры |
| - | ---------- | --------------- | -------------- | ------------- |
| 1 | «Эпизод 1» | Тали Шалом Эзер | Жаклин Перске  | 2 мая 2024    |
| 2 | «Эпизод 2» | Тали Шалом Эзер | Жаклин Перске  | 2 мая 2024    |
| 3 | «Эпизод 3» | Тали Шалом Эзер | Эван Плейси    | 2 мая 2024    |
| 4 | «Эпизод 4» | Тали Шалом Эзер | Габби Ашер     | 2 мая 2024    |
| 5 | «Эпизод 5» | Тали Шалом Эзер | Жаклин Перске  | 2 мая 2024    |
| 6 | «Эпизод 6» | Тали Шалом Эзер | Жаклин Перске  | 2 мая 2024    |

## Производство
В 2018 году стало известно, что книгу «Татуировщик из Освенцима» адаптируют в качестве телевизионного сериала. В 2023 году было объявлено, что шестисерийный сериал находится в производстве у британской студии Sky Studios и у американского Peacock. Режиссёром стала Тали Шалом-Эзер, а автором телевизионного сценария — Жаклин Перске. Съёмки начались весной 2023 года.

### Подбор актёров
В марте 2023 года стало известно, что главные роли исполнят Джона Хауэр-Кинг, Анна Прухняк и Мелани Лински. В апреле 2023 года Харви Кейтель был утверждён на роль Лале Соколова в старости.

### Музыка
Музыку к телесериалу написали Ханс Циммер и Кара Талве.

## Премьера
Премьера мини-сериала состоялась 2 мая 2024 года на стриминговом сервисе Peacock в США и на канале Sky Atlantic в Великобритании.

## Восприятие
На сайте-агрегаторе рецензий Rotten Tomatoes рейтинг мини-сериала составляет 76 % на основании 33 обзоров критиков со средней оценкой 5,8 балла из 10 возможных. На сайте-агрегаторе рецензий Metacritic рейтинг мини-сериала составляет 61 балл из 100 возможных, что соответствует «смешанным или средним отзывам».